# Boldklubben 1901
Boldklubben 1901 Nykøbing ook wel gewoon (B1901) was een Deense voetbalclub uit Nykøbing Falster. De club werd opgericht in 1901 en speelde 25 seizoenen in de hoogste klasse, de laatste keer was begin jaren 80. In 1994 fusioneerde de club met B 1921 tot Lolland-Falster Alliancen.
De club was medeoprichter van de hoogste klasse in 1927, de eerste seizoenen waren er verscheidene poules waarvan de winnaars elkaar bekampten. In het eerste seizoen werd B1901 2de achter B 1903. Het 2de seizoen was de laatste plaats weggelegd voor de club. Bij de eenvormige competitie in 1929/30 werd de 8ste plaats op 10 bereikt. Het volgende seizoen degradeerde de club en keerde pas terug onder de Tweede Wereldoorlog. Een nieuw optreden kwam er in 1963, na 3 seizoenen degradeerde de club opnieuw. In 1968 promoveerde de club opnieuw en werd in 1969 10de, het jaar erna 5de, wat een plaats opleverde in de Jaarbeursstedenbeker. Twee jaar later werd zelfs de 4de plaats bereikt. De volgende jaren eindigde de club in de middenmoot en haalde in 1973 de bekerfinale. Degradatie volgde in 1979. Na één seizoen keerde de club terug en degradeerde in 1982 voor de laatste maal. Een jaar later werd wel nog de bekerfinale gehaald en verloren van OB Odense. Omdat deze club meedeed aan de Europacup I mocht B1901 de plaats innemen bij de Europacup II en verloor 2 keer met zware cijfers van de Sovjet-club Sjachtar Donetsk.

## Erelijst
- Beker van Denemarken

Finalist: 1973, 1983

## B 1901 in Europa
Uitslagen vanuit gezichtspunt Boldklubben 1901
| Seizoen | Competitie           | Ronde | Land                 | Club              | Totaalscore | 1e W    | 2e W    | PUC |
| ------- | -------------------- | ----- | -------------------- | ----------------- | ----------- | ------- | ------- | --- |
| 1970/71 | Jaarbeursstedenbeker | 1R    | Vlag van Duitsland   | Hertha BSC Berlin | 3-8         | 2-4 (T) | 1-4 (U) | 0.0 |
| 1983/84 | Europacup II         | 1R    | Vlag van Sovjet-Unie | Sjachtjor Donetsk | 3-9         | 1-5 (T) | 2-4 (U) | 0.0 |